# Kaa (programari)
Kaa (programari) és una plataforma o entorn de programari lliure i de codi obert amb l'objectiu d'implementar un sistema de control domèstic d'internet de les coses. Kaa permet de gestionar dispositius, recollir la informació generada, anàlisi i processament de dades i visualització. Kaa està sota llicència Apache 2.0

## Propietats
- Kaa suporta els protocols MQTT, CoAP, XMPP, TCP i HTTP.
- Integra un SDL (Equip de desenvolupament de programari) amb llenguatges Java, C i C++, amb funcionalitats de manegar comunicacions client-servidor, autenticació d'usuaris, marshalling de dades, encriptació, persistència i altres.
- Suporta comandes RPC (Remote Procedure Call).
- Seguretat: SSL, RSA amb clau de 2018 bits, AES amb clau de 256 bits.
- Bases de dades : suporta MongoDB, Cassandra, Hadoop, NoSQL.